# Wasserhochbehälter auf dem Lindener Berg

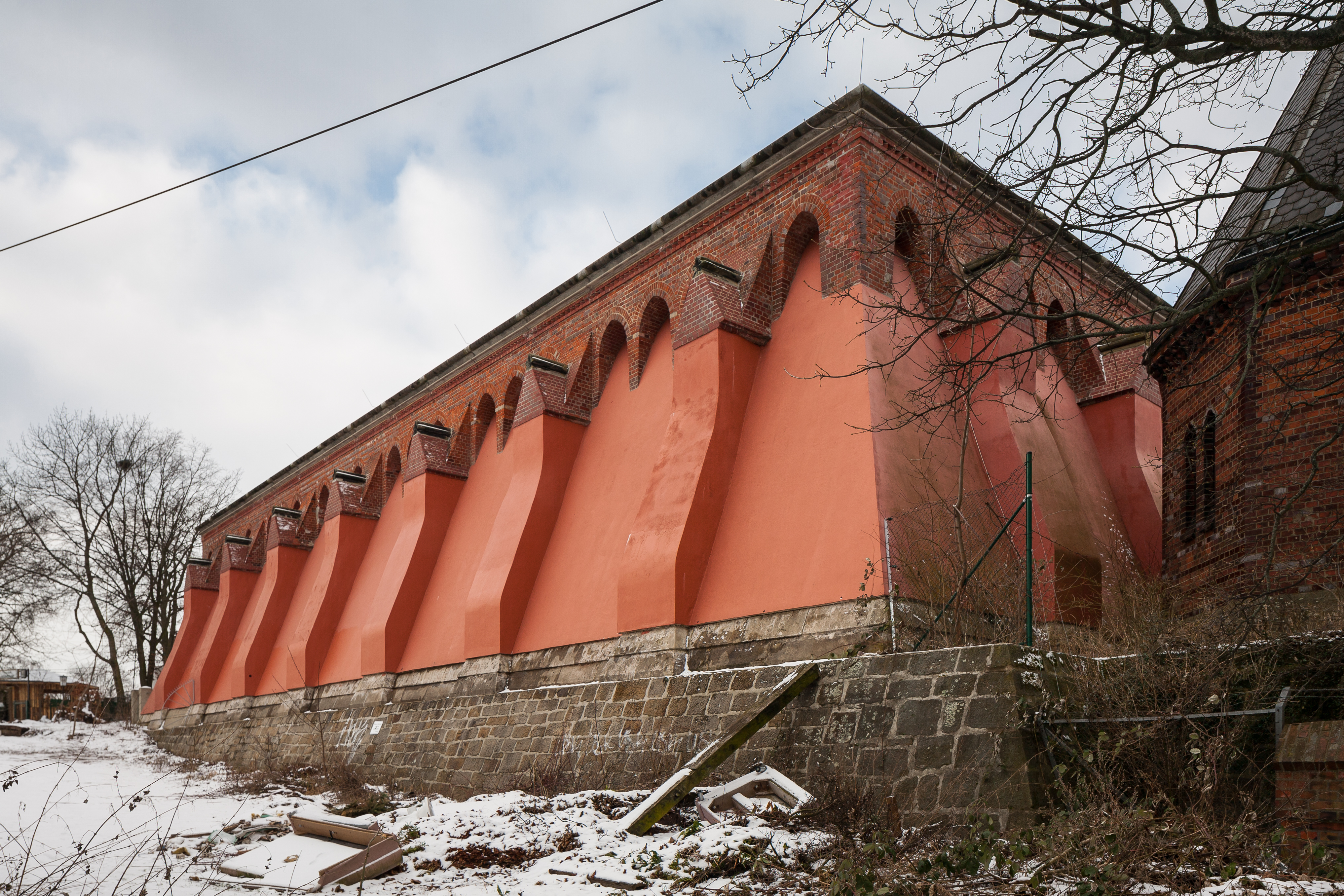
Der bis 1878 nach Art einer Trutzburg erbaute, heute denkmalgeschützte Hochbehälter auf dem Lindener Berg

Der Wasserhochbehälter in Hannover ist ein denkmalgeschützter Hochbehälter aus dem 19. Jahrhundert. Das im Stil einer mittelalterlichen Festung errichtete Bauwerk versorgte die Bewohner der Stadt erstmals durch eine moderne hannoversche Trinkwasser-Leitung. Noch heute zählt das Gebäude zu den bedeutendsten Bauwerken der Wasserversorgung in Norddeutschland. Von der ursprünglich öffentlich zugänglichen Dachterrasse konnten die Besucher durch einen dort zusätzlich aufgebauten Aussichtsturm bis weit über das Calenberger Land blicken. Heute (Stand: März 2015) verdeckt ein zum großen Teil hoher Baumbestand die monumentale Fernwirkung des Gebäudes, auch ist die Terrasse nur noch zeitweilig für abendliche Besucher der Volkssternwarte Hannover geöffnet. Standort ist der höchste Punkt am Ende der Straße Am Lindener Berge 27, auf dem bis 89 Meter über Normalnull herausragenden „Hausberg“ der niedersächsischen Landeshauptstadt, dem Lindener Berg im hannoverschen Stadtteil Linden-Süd.

## Geschichte und Beschreibung

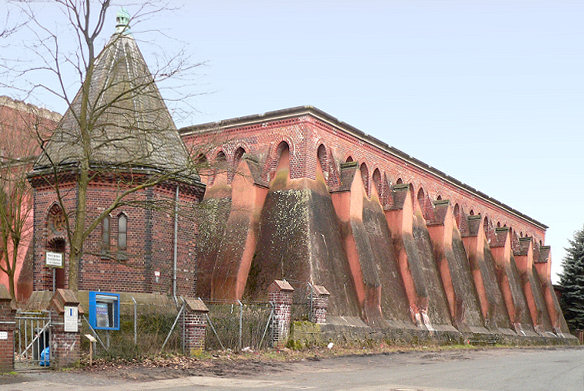
Einer der beiden polygonalen Ecktürme der festungsartigen Anlage

Luftbild um 1920

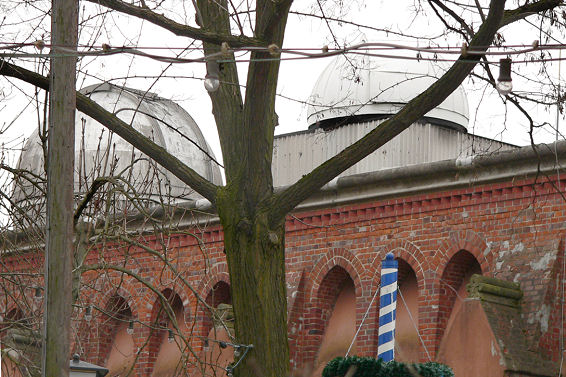
Kuppeln der Volkssternwarte Hannover über der wie ein mittelalterlicher Wehrgang wirkenden Attika

Das Bauwerk entstand im Zusammenhang mit der Anlage des Ricklinger Wasserwerks, von wo ein Pumpenhaus (1974 abgerissen) in der Ricklinger Masch an der Stammestraße Frischwasser auf den höchsten Punkt des Lindener Berges leiten sollte, um von dort zentral in das Wasserleitungsnetz von Hannover, sowie anfangs nur in einige Straßen in Linden, weitergeführt zu werden. Zuständig für die Technik der ersten modernen Wasserleitung Hannovers wurde der Ingenieur Rudolph Berg. Für den Bau des beabsichtigten Wasserhochbehälters, 42 Meter oberhalb des Stauspiegels der Leine, musste jedoch zunächst das 1825 von Georg Ludwig Friedrich Laves für den Unternehmer Johann Egestorff auf der Kuppe errichtete Berggasthaus abgebrochen werden. Nachdem die Bergkuppe aufgeböscht worden war, entstand in den Jahren von 1876 bis 1878 nach Plänen des Architekten und Leiters der Abteilung Hochbau des Stadtbauamtes von Hannover, Otto Wilsdorff, sowie seines Mitarbeiter A. Bues, durch den hannoverschen Architekten und Maurermeisters A. Strasser die gewaltige, rund 10.000 Kubikmeter Trinkwasser fassende „Wasserburg“.
Das festungsähnliche, an eine Trutzburg erinnernde Bauwerk ruht auf einer angeböschten, rund 50 × 80 Meter breiten Terrasse aus Natursteinquadern, über dem sich ein 40 × 80 Meter breiter und etwa 8,5 Meter hoher Behälter erhebt. Die ebenfalls geböschten und verputzten Außenmauern werden durch Strebepfeiler-artige Vorlagen verstärkt und skandiert und steigen gegen eine auf Rundbögen ruhende, aus Ziegelsteinen gemauerte Flachdach-Attika an, die so an einen mittelalterlichen Wehrgang erinnert. An drei Seiten vermittelt das Bauwerk öffnungslos einen abweisenden Eindruck.

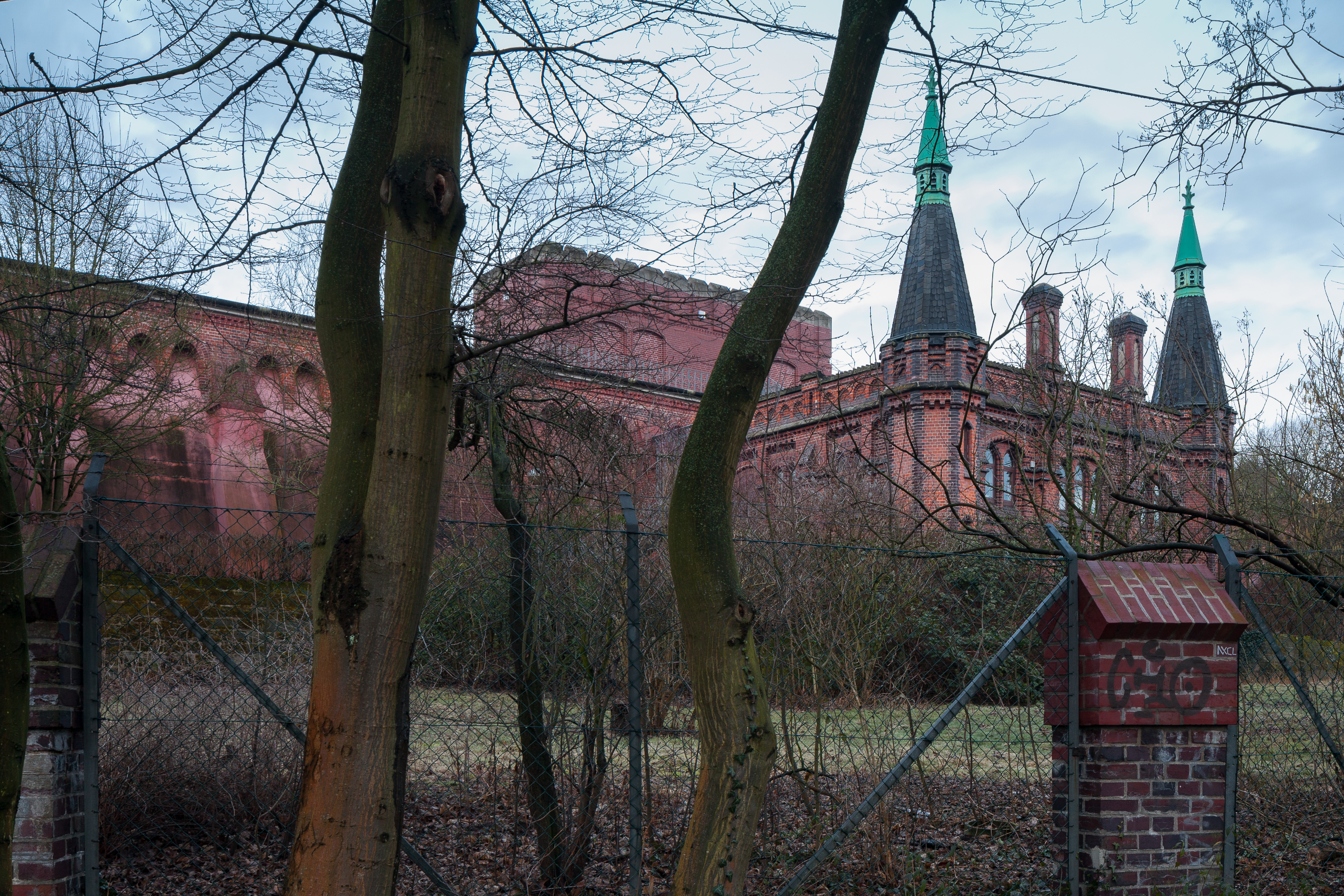
Die Fernwirkung der Kastell-artigen Schauseite ist großteils durch Baumbestand verstellt

Die Schauseite aber, die nach Osten hin den Besuchern den Blick über Linden und Hannover gewährte, wurde einladender und im Stil der Hannoverschen Architekturschule gestaltet. Zwischen zwei vor den Ecken der „Wasserburg“ symmetrisch aufgestellten, polygonalen und als Ecktürmen aufgestellten „Pavillons“ wurde ein mittlerer, zweigeschossiger Kastellbau im Stil der Neogotik vorgeschoben. Diese reichhaltigeren Architekturformen und ihre Baumaterialien wiederholten sich bei dem in der Mitte des begehbaren Hochbehälters aufgebauten, turmähnliches Aufsatzes mit einem Burgfried. Über den Vor- und Aufbauten, die als Wohnung für den Wassermeister dienten sowie beispielsweise für Absperrschieber, Treppen und Schornsteine, erhob sich ein Aussichtsturm auf der für die Bürger anfangs öffentlich zugänglichen obersten Dachterrasse.
Die Fertigstellung des Hochbehälters steht am Anfang einer ganzen Reihe technischer Nachfolgebauten in Hannover, so für
- das Wasserwerk Ricklingen von 1878;
- die (verlorene) Flusswasserkunst aus den 1890er Jahren vor dem Leineschloss;
- den Wasserturm in Misburg;
- und den an der Vahrenwalder Straße 267;
- und das Wasserwerk in Misburg von 1926.[2]

Nachdem eine Fliegerbombe während der Luftangriffe auf Hannover den Hochbehälter im Zweiten Weltkrieg beschädigt hatte, wurde der Dachaufbau vereinfacht, jedoch ohne den Aussichtsturm, wieder hergestellt.
1977 erwies sich der Behälter als undicht und wurde außer Betrieb gesetzt. Nachdem aber die Kosten für einen Abriss und dem dann vollständigen Neubau mit den Kosten für einen Umbau und eine Restaurierung des denkmalgeschützten Gebäudes abgewägt worden waren, wurde der Behälterbau von oben geöffnet und vollständig ausgeräumt. Dabei wurde vor allem die gesamte technische Innenausstattung ersetzt durch den Einbau von zwei Stahlbetonwannen, später das Dach leicht erhöht wieder verschlossen. Seit 1983 konnte das Gebäude dann wieder als Ausgleichsbehälter genutzt werden, nun jedoch mit einem Fassungsvermögen von 13.000 Kubikmetern.